# Celama eremnopa
Celama eremnopa är en fjärilsart som beskrevs av Turner. Celama eremnopa ingår i släktet Celama och familjen trågspinnare. Inga underarter finns listade i Catalogue of Life.